# Thomas Coke (sénéchal de Gascogne)
Pour les articles homonymes, voir Thomas Coke et Coke.
Sir Thomas Coke, sénéchal de Gascogne, est un noble anglais du XIVe siècle né probablement avant 1300 et mort après octobre 1351.

## Biographie
Thomas est le fils aîné de Thomas Coke, seigneur de Dudlington. Chevalier banneret de la couronne d'Angleterre, il est l'homme de confiance et le maréchal de l'armée d'Henri de Lancastre, lieutenant du duché d'Aquitaine pour le roi Édouard III d'Angleterre, qu'il accompagne en Espagne en 1343. Il est nommé sénéchal de Gascogne le 24 janvier 1347 et exerce cette charge jusqu'en 1348. 
A deux reprises, en 1345 et 1350, il est chargé d'estimer le nombre de chevaux disponibles avant une campagne, une responsabilité qui incombe à des chevaliers compétents, assistés d'un clerc chargé de rédiger des copies en latin et en français, à fin notamment de remboursement si la monture est perdue au combat. 
En 1349, alors qu'il dirige une force anglo-gasconne de 500 cavaliers à la rescousse de la garnison du château de Lusignan, Thomas Coke est intercepté à Lunalonge par une armée poitevine, dirigée par Jean de Lille, sénéchal du Poitou. C'est scindés en trois corps de cavalerie que les quelque 1 500 Poitevins abordent les Anglo-Gascons. Ceux-ci procèdent à un petit mouvement de retrait, mettent pied-à-terre et envoient leurs montures vers le train de bagages à l'arrière. Les Poitevins contournent alors l'armée de Thomas Coke pour attaquer par l'arrière. Les assauts des deux premières colonnes sont repoussés par les combattants à terre, qui se sont formés en schiltron et utilisent leurs lances comme piques improvisées, infligeant au camp français de lourdes pertes. La troisième colonne reste prudemment à l'écart, tablant sur un faux pas ultérieur des Anglo-Gascons. À la tombée de la nuit, elle se retire à Lusignan avec les chevaux capturés. 300 Poitevins ont été tués et beaucoup capturés, dont Jean de Lille et Jean de Boucicault. 
Thomas Coke est nommé capitaine de Villefranche en 1350.  
Il meurt avant son père et son fils unique, un autre Thomas, lui même mort sans postérité. 